# 강원도립화목원
강원도립화목원은 강원특별자치도 춘천시 화목원길 24에 위치한 강원도산림과학연구원에서 운영하는 화목원이다. 도립화목원의 산림유전자원관리기관 지정은 공립수목원으로는 한국 1호다.

## 주요시설
- 사계식물원
- 제1전시실 - 숲 체험관
- 제2전시실 - 자연과 산림
- 제3전시실 - 산촌풍경과 생활
- 제4전시실 - 강원도산림의미래

## 대표식물
- 큰바늘꽃
- 개느삼
- 히어리
- 마가목
- 분홍장구채

## 미디어
- 노컷뉴스《CBS - 강원도립 화목원》(2012년 6월 4일)